# Nibley (Utah)
Nibley város az USA Utah államában, Cache megyében. Lakosainak száma 7328 fő (2020. április 1.).

## Népesség
A település népességének változása:
| Lakosok száma | 5438 | 5827 | 7328 |
|               | 2010 | 2012 | 2020 |